# Oštiepok
Oštiepok, česky oštěpek, je tradiční slovenský valašský výrobek z ovčího sýra. 

## Výroba
Tradičně se vyrábí z čerstvého sladkého sýra, který se vtlačí do ručně vyřezávané okrouhlé dřevěné formy, kde se nechá odstát. Následně se vybere z formy a ponoří do teplé slané vody, nechá se tam vyležet, dokud sůl nepronikne úplně do vnitřku oštiepku. Potom se nechá mírně proschnout. Ponořením do slané vody získává oštěpek svoji tradiční trvanlivost, jeho povrch mírně okorá a většinou zežloutne.